# Lorico Sport Cars
Die Lorico Sport Cars GmbH war ein deutscher Hersteller von Automobilen.

## Unternehmensgeschichte
Otto Englisch gründete 1988 (nach anderen Quellen 1985) das Unternehmen. Firmensitz war Oberer Hasenknuck 14 in Michelau im Steigerwald. Im gleichen Jahr begann die Produktion von Automobilen. Der Markenname lautete Lorico. 1994 wurde das Unternehmen aus dem Handelsregister gelöscht.

## Fahrzeuge
Ein Modell war der Shara MT 1. Das Fahrzeug ähnelte dem Lamborghini Countach. Die Fahrzeugbreite betrug 200 cm. Der Motor war in Mittelmotorbauweise montiert.
Außerdem standen Nachbauten klassischer Fahrzeuge im Angebot. Dazu gehörten AC Cobra, BMW M1, Ferrari Dino und Ferrari Daytona Spyder. Viele Modelle waren sowohl aus Bausatz als auch als Komplettfahrzeug erhältlich.